# Медресе Тунісу

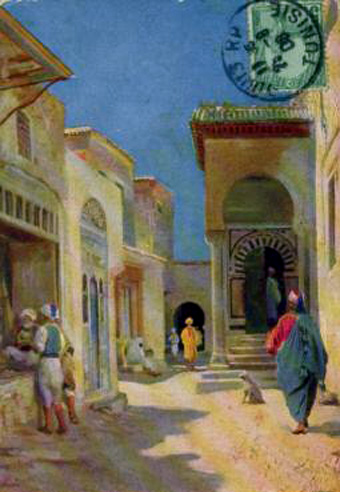
Один із мeдрeсe

Медресе́ Туні́су були побудовані за часів правління династії Хафсідів у середмісті Тунісу.
Оригінальний план полягав у тому, що ці школи будуть створені з метою сприяння вихованню державних цивільних службовців. У XX столітті їх роль обмежується бути місцем помешкання студентів університету Ез-Зітуна